# 과테말라의 대통령

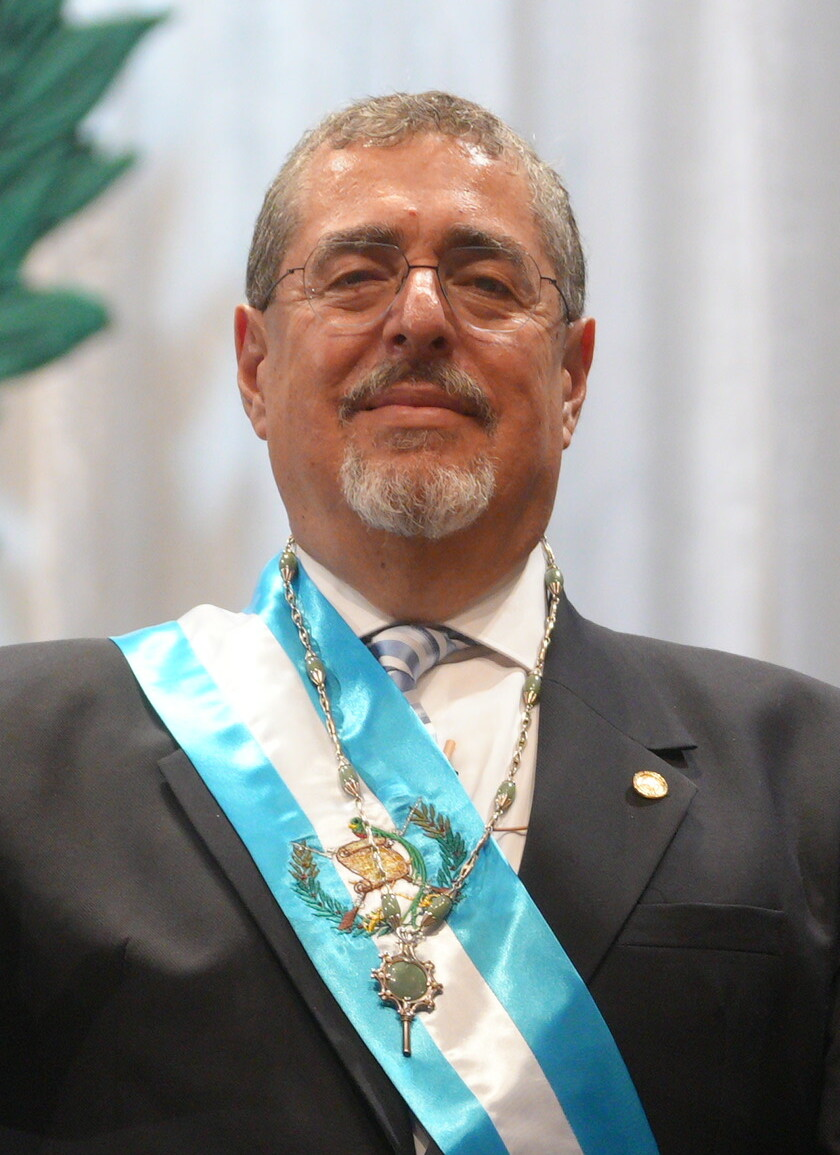
현 대통령 베르나르도 아레발로

과테말라의 대통령(스페인어: Presidente de Guatemala)은 4년 단임제로 선출된 과테말라의 국가원수이자 정부수반이다. 대통령의 자리는 1839년에 만들어졌다. 대통령 관저는 과테말라시티 1구역 역사센터 국립문화궁전 뒤에 위치해 있다.

## 선정 과정

### 기간 제한
대통령은 4년의 임기를 가지며, 재선을 추구하거나 그들의 임기를 연장하는 것이 금지된다. 게다가, 대통령의 자리에 2년 이상 있었던 사람은 다시 공직에 출마하는 것이 금지된다.

## 공지 및 승계
헌법 제189조는 대통령직 승계 계통을 설정하고 있다. 대통령이 일시적으로 부재하는 경우에는 부통령이 대통령직을 승계한다. 대통령의 부재가 영구적인 경우에는 헌법 기간이 끝날 때까지 부통령이 대통령직을 보유한다. 의회는 2중 결원이 발생한 경우에는 대리인 총수의 3분의 2의 투표로 대통령 권한 대행을 지정할 수 있다.